# Teorema de Baglini
A la ciència política Argentina es denomina teorema de Baglini a un concepte que sosté que el grau de responsabilitat de les propostes d'un partit o dirigent polític és directament proporcional a les seues possibilitats d'accedir a el poder. Va ser enunciat el 1986 per Raúl Baglini, llavors diputat de la Unió Cívica Radical.
Existeixen algunes variants del teorema:
- Com més lluny s'està de el poder, més irresponsables són els enunciats polítics; com més a prop, més sensats i raonables es tornen.[2]
- A mesura que un grup s'apropa a el poder, va debilitant les seues posicions crítiques a govern.
- Les conviccions dels polítics són inversament proporcionals a la seua proximitat a el poder.
- Com més a prop del poder s'està, més conservador es torna un grup polític.
- Com més s'acosta un polític a el poder més s'allunya de l'acompliment de les seues promeses de campanya.

L'origen es troba en una hipotesi formulada per Baglini en un debat parlamentari el 7 de març del 1986. Les reflexions de Baglini van ser qualificades de teorema pel periodista Horacio Verbitsky.
S'hi ha vist com a antecedent al teorema la frase de John Galsworthy, “Idealism increases in direct proportion to one’s distance from the problem”.